# Георгиу, Штефан (скрипач)
Штефан Георгиу (рум. Ştefan Gheorghiu; 23 марта 1926, Галац — 17 марта 2010) — румынский скрипач, альтист и музыкальный педагог. Брат Валентина Георгиу.

## Биография
Учился у Василе Филипа и Карапета Авакяна, в 1937—1939 гг. по рекомендации Джордже Энеску занимался в Парижской консерватории, в 1959—1961 гг. стажировался в Москве у Давида Ойстраха. Дебютировал с оркестром под управлением Михаила Жоры в возрасте 17 лет. В 1958 г. на первом Международном фестивале имени Джордже Энеску в Бухаресте был удостоен, вместе с братом, премии за исполнение Третьей сонаты Энеску для скрипки и фортепиано. Оставил ряд записей — в том числе Концертную симфонию для скрипки и альта с оркестром Вольфганга Амадея Моцарта (партия альта). Как ансамблист выступал в составе фортепианного трио вместе с братом Валентином и виолончелистом Раду Алдулеску.
Георгиу был одним из ведущих музыкальных педагогов Румынии: среди его учеников — Сильвия Маркович, Флорин Паул, Габриэла Ижак, Еужен и Мариана Сырбу и другие заметные румынские скрипачи. В разные годы он входил в жюри самых престижных исполнительских конкурсов мира: имени Лонг и Тибо, имени королевы Елизаветы, имени Паганини и др.